# Bethany Beach (Delaware)
Bethany Beach je gradić u američkoj saveznoj državi Delaware. Prema popisu stanovništva iz 2010. u njemu je živjelo 1.060 stanovnika.